# Agostinho Martins
Agostinho Martins júnior (Funchal, 1841 – 1909) foi professor e violinista.

## Biografia
Desde criança, Agostinho demonstrava talento para a música e com apenas dez anos atuou pela primeira vez em público num concerto de beneficência da cantora Júlia de Atouguia de França Neto. Foi instruido por Agostinho Rubbio, famoso violinista de Génova que na primeira metade do século XIX passou várias vezes na Madeira. Foi professor da Filarmónica da Ponta do Sol e junto de músicos profissionais e amadores criou a Orquestra Característica Madeirense. Orquestra a qual era dedicada a cordofones tradicionais e interada por Eduardo Gomes da Silva, os irmãos Sarmento e os irmãos Camacho. Devido às suas boas atuações e fama, no século XIX o cônsul americano propôs que a filarmónica participasse de uma exposição em Chicago, mas por motivos profissionais não conseguiram licenças para atuarem. Agostinho Martins foi dirigente da orquestra em várias atuações de destaque na época, e fundou a Sociedade de Concertos Funchalense em 1878 a qual tinha instalações na Travessa do Surdo, realizou o seu concerto inaugural a 17 de Janeiro de 1978. Essa sociedade premitia que qualquer músico local tocasse em grupo ou solo. Não se sabe o local de morte.